# Lilla Frillen
Lilla Frillen är en sjö i Hylte kommun, på gränsen mellan Halland och Småland och ingår i Fylleåns huvudavrinningsområde. Sjön är 11,8 meter djup, har en yta på 0,576 kvadratkilometer och är belägen 152,2 meter över havet. Vid provfiske har abborre, gädda, mört och sutare fångats i sjön.

## Delavrinningsområde
Lilla Frillen ingår i det delavrinningsområde (630172-134547) som SMHI kallar för KarQ-punkt. Medelhöjden är 157 meter över havet och ytan är 24,93 kvadratkilometer. Räknas de 15 avrinningsområdena uppströms in blir den ackumulerade arean 76,12 kvadratkilometer. Avrinningsområdets utflöde Fylleån mynnar i havet. Avrinningsområdet består mestadels av skog (62 procent) och sankmarker (19 procent). Avrinningsområdet har 2,11 kvadratkilometer vattenytor vilket ger det en sjöprocent på 8,4 procent.